# كايتو مياكي
كايتو مياكي (باليابانية: 三宅海斗) هو لاعب كرة قدم ياباني، ولد في 27 أغسطس 1997 في أوكاياما في اليابان. لعب مع فورتونا دوسلدورف ونادي توشيغي.

## وصلات خارجية
- كايتو مياكي على موقع رابطة كرة القدم اليابانية للمحترفين (اليابانية)
- كايتو مياكي على موقع قاعدة بيانات كرة القدم.إي يو (الإنجليزية)
- كايتو مياكي على موقع Soccerway.com (الإنجليزية)
- كايتو مياكي على موقع عالم كرة القدم.نت (الإنجليزية)